# Joep Packbiers
Jan Joseph Packbiers, detto Joep (Nuth, 19 gennaio 1875 – Maastricht, 8 dicembre 1957), è stato un arciere olandese.

## Palmarès

### Olimpiadi
- 1 medaglia:
  - 1 oro (Anversa 1920 nel Target Archery 28 metri a squadre)